# Chicago III
| Оценки критиков | Оценки критиков |
| Источник        | Оценка          |
| --------------- | --------------- |
| AllMusic        | [ 1 ]           |

It Just Comes Natural — третий студийный альбом американской рок-группы Chicago, вышедший 11 января 1971 года на лейбле Columbia Records.
Альбом был спродюсирован Джеймсом Уильямом Гуэрсио и стал третьим подряд двойным альбомом группы менее чем за два года.
Как и альбом предыдущего года Chicago (часто называемый Chicago II), Chicago III состоит как из многочастных сюит, так и из более обычных отдельных песен. В альбоме группа использовала ряд различных жанров, включая фолк и кантри («What Else Can I Say», «Flight 602»), свободную импровизацию («Free Country») и конкретную музыку («Progress?»), продолжая при этом придерживаться своего фирменного джаз-рокового стиля.
Chicago III имел успех у критиков и коммерческий успех. Он достиг второго места в хит-параде в США — самое высокое место в чартах на тот момент, и он получил положительные отзывы. Хотя ни один из синглов («Free» и «Lowdown») не достиг успеха предыдущего и последующего синглов группы, оба сингла попали в топ-40, заняв соответственно 20 и 35 места. После выхода альбома Chicago стали первой рок-группой, выступившей в знаменитом Карнеги-холле; выступления с этого концерта были опубликованы на следующем альбоме Chicago at Carnegie Hall.

## Об альбоме
После огромного мирового успеха своего второго альбома провели почти весь 1970 год в дороге, что было очень утомительным занятием. Бывший барабанщик Дэнни Серафин описал участников группы как «усталых и измождённых дорогой», когда они пришли в студию для записи альбома:122.
Выпущенный в январе 1971 года на Columbia Records Chicago III — первый альбом группы с римской цифрой в названии — хорошо продавался после выхода и был сертифицирован как золотой Ассоциацией звукозаписывающей индустрии Америки (RIAA) месяц спустя. Он обеспечил Chicago самый высокое достижение в альбомном чарте США, заняв 2 место в Billboard 200. Песня «Free», написанная Робертом Лэммом, попала в топ-20 чарта Billboard Hot 100, а «Lowdown», написанная в соавторстве Питером Сетерой и Дэнни Серафином, достигла топ-40. Chicago III ознаменовал снижение удачи в Великобритании по сравнению с первыми двумя альбомами группы, Chicago Transit Authority и Chicago, достигнув 9 места в чарте.

## Музыкальный стиль, композиция
Группа израсходовала свой запас оригинального материала на первых двух альбомах. Для Chicago III нужен был новый материал, и авторы песен работали «без остановки»:122. Дэнни Серафин сказал, что группа «воспользовалась возможностью поэкспериментировать с инструменталами и продемонстрировать наши навыки как музыкантов»:122. 
В своей ретроспективной рецензии на альбом Джефф Джайлз пишет, что «Travel Suite» Лэмма была «вдохновлена скукой, одиночеством и красотой дороги», а сюита «Elegy» Панкоу характеризуется как «экологически ориентированная композиция» (эту тему Лэмм также затрагивает в «Mother»). Хотя многочастная «An Hour in the Shower» Кэта даёт передышку от отрезвляющих исследований в других местах, Chicago III, несомненно, является результатом работы группы, которая за последние несколько месяцев увидела изнанку мира. «Lowdown», написанная Питером Сетерой и Дэнни Серафином в соавторстве, была первой совместной работой Серафина, и он высоко оценил поддержку, которую Сетера оказал ему в процессе написания:123.
Chicago III включает в себя различные музыкальные стили.

## Запись
Альбом был спродюсирован Джеймсом Уильямом Гуэрсио, который был продюсером Chicago на первых одиннадцати альбомах. Этот альбом был смикширован и выпущен как в стерео, так и в квадрофоническом формате. В 2002 году альбом Chicago III был ремастирован и переиздан на одном CD компанией Rhino Records.

## Оформление и упаковка
На сайте группы дизайн обложки альбома называется «Tattered Flag». К альбому прилагался плакат с изображением группы, одетой в форму американских войн, стоящей перед полем с крестами, символизирующими тех, кто погиб во все ещё продолжающейся войне во Вьетнаме. На нём также было указано количество жертв каждой войны до момента выхода альбома.

## Список композиций
| Сторона 1 | Сторона 1                                    | Сторона 1                                 | Сторона 1         | Сторона 1                    | Сторона 1    | Сторона 1    |
| №         | Название                                     | Название                                  | Слова             | Музыка                       | Лид-вокал    | Длительность |
| --------- | -------------------------------------------- | ----------------------------------------- | ----------------- | ---------------------------- | ------------ | ------------ |
| 1         | «Sing a Mean Tune Kid»                       | «Sing a Mean Tune Kid»                    | Роберт Ламм       | Ламм                         | Питер Сетера | 9:13         |
| 2         | «Loneliness is Just a Word»                  | «Loneliness is Just a Word»               | Ламм              | Ламм                         | Терри Кат    | 2:36         |
| 3         | «What Else Can I Say»                        | «What Else Can I Say»                     | Сетера            | Сетера                       | Сетера       | 3:12         |
| 4         | «I Don’t Want Your Money»                    | «I Don’t Want Your Money»                 | Ламм              | Кат                          | Ламм         | 4:47         |
| Сторона 2 |                                              |                                           |                   |                              |              |              |
| №         | Название                                     | Название                                  | Слова             | Музыка                       | Лид-вокал    | Длительность |
| 1-6       | «Travel Suite» (Длительность: 22:30)         | «Flight 602»                              | Ламм              | Ламм                         | Ламм         | 2:45         |
| 1-6       | «Travel Suite» (Длительность: 22:30)         | «Motorboat to Mars»                       | —                 | Danny Seraphine              | —            | 1:30         |
| 1-6       | «Travel Suite» (Длительность: 22:30)         | «Free»                                    | Ламм              | Ламм                         | Кат          | 2:16         |
| 1-6       | «Travel Suite» (Длительность: 22:30)         | «Free Country»                            | —                 | Ламм Кат Уолтер Паразейдер   | —            | 5:46         |
| 1-6       | «Travel Suite» (Длительность: 22:30)         | «At the Sunrise»                          | Ламм              | Ламм                         | Ламм Сетера  | 2:48         |
| 1-6       | «Travel Suite» (Длительность: 22:30)         | «Happy 'Cause I’m Going Home»             | Ламм              | Ламм                         | Ламм Сетера  | 7:28         |
| Сторона 3 |                                              |                                           |                   |                              |              |              |
| №         | Название                                     | Название                                  | Слова             | Музыка                       | Лид-вокал    | Длительность |
| 1         | «Mother»                                     | «Mother»                                  | Ламм              | Ламм                         | Ламм         | 4:30         |
| 2         | «Lowdown»                                    | «Lowdown»                                 | Сетера Seraphine  | Сетера                       | Сетера       | 3:35         |
| 3-7       | «An Hour in the Shower» (Длительность: 5:30) | «A Hard Risin' Morning Without Breakfast» | Кат               | Кат                          | Кат          | 1:52         |
| 3-7       | «An Hour in the Shower» (Длительность: 5:30) | «Off to Work»                             | Кат               | Кат                          | Кат          | 0:45         |
| 3-7       | «An Hour in the Shower» (Длительность: 5:30) | «Fallin' Out»                             | Кат               | Кат                          | Кат          | 0:53         |
| 3-7       | «An Hour in the Shower» (Длительность: 5:30) | «Dreamin' Home»                           | Кат               | Кат                          | Кат          | 0:49         |
| 3-7       | «An Hour in the Shower» (Длительность: 5:30) | «Morning Blues Again»                     | Кат               | Кат                          | Кат          | 1:11         |
| Сторона 4 |                                              |                                           |                   |                              |              |              |
| №         | Название                                     | Название                                  | Слова             | Музыка                       | Лид-вокал    | Длительность |
| 1-6       | «Elegy» (Длительность: 15:27)                | «When All the Laughter Dies in Sorrow»    | Kendrew Lascelles | —                            | Ламм         | 1:03         |
| 1-6       | «Elegy» (Длительность: 15:27)                | «Canon»                                   | -                 | Джеймс Панкоу                | —            | 1:05         |
| 1-6       | «Elegy» (Длительность: 15:27)                | «Once Upon a Time…»                       | —                 | Панкоу                       | —            | 2:34         |
| 1-6       | «Elegy» (Длительность: 15:27)                | «Progress?»                               | —                 | Панкоу James William Guercio | —            | 2:34         |
| 1-6       | «Elegy» (Длительность: 15:27)                | «The Approaching Storm»                   | —                 | Панкоу                       | —            | 6:26         |
| 1-6       | «Elegy» (Длительность: 15:27)                | «Man vs. Man: The End»                    | —                 | Панкоу                       | —            | 1:33         |

## Позиции в чартах
Альбом достиг второго места в США и оставался в чартах 63 недели.
| Чарт (1971)                        | Высшая позиция |
| ---------------------------------- | -------------- |
| Австралия Australian Albums (ARIA) | 6              |
| Великобритания UK Albums Chart     | 9              |
| США Billboard 200                  | 2              |

## Сертификации
| Регион                                                      | Сертификация | Продажи    |
| ----------------------------------------------------------- | ------------ | ---------- |
| Канада (Music Canada)                                       | Золотой      | 50 000^    |
| США (RIAA)                                                  | Платиновый   | 1 000 000^ |
| ^ Данные о тиражах приведены только на основе сертификации. |              |            |